# Sanà
Sanà (àrab: صنعاء, Ṣan‘ā’, de vegades transcrit Sanaà, Sanaa, Sanā o Sana'a), amb una població d'1.937.451 habitants (2012), és la capital i la ciutat principal del Iemen. Està situada a 2.350 metres d'altitud; col·locada estratègicament en la ruta entre Aden i la Meca, és el centre d'una regió vitícola. La ciutat vella de Sanà està inscrita des del 1986 a la llista del patrimoni de la Humanitat, i a la llista del Patrimoni de la Humanitat en perill des del 2015.
La budda min Şan‘ā’ (‘Sanà s'ha de veure’) són les famoses paraules atribuïdes a l'imam aix-Xafií (768-820), que va visitar l'antiga capital diverses vegades. Com ell, molts viatgers de l'antigor quedaren impressionats per la bellesa de Sanà. El conegut geògraf i historiador iemenita Al-Hamdaní es meravellava de la netedat de la ciutat, i el viatger persa Ibn Rusta, contemporani seu, en destacava sobretot el menjar. La ciutat vella de Sanà és considerada el museu a l'aire lliure més gran del món, i fou declarada Patrimoni Mundial de la Humanitat per la UNESCO el 1986: conté més de cent mesquites, dotze hammams i 6.500 cases d'arquitectura molt especial, amb torres de pisos, tot plegat construït abans del segle xi. Hi destaquen també la ciutadella de Qasr as-Silah i el mercat de Bab al-Yaman. La ciutat de Sanà és un centre cultural musulmà, amb una universitat islàmica i diverses mesquites i escoles alcoràniques.

## Història
El mot sanà podria voler dir ‘plaça ben fortificada’; es creu que deriva del sabeu, però també podria derivar del femení àrab asna. Sanà és una de les ciutats més antigues de la península d'Aràbia i data d'època preislàmica: segons la tradició, va ser fundada per Sem, un dels tres fills de Noè. El seu primer nom hauria estat Azal. Al segle ii, era la guarnició més important de les terres altes del Regne de Sabà i es creu que era un lloc sagrat o d'accés limitat per alguna raó. El palau de Ghumdan és esmentat a les inscripcions. Va estar sota poder etíop al segle vi, quan Abraha hi va construir una gran basílica romana d'Orient, que fou destruïda quan el Iemen es va convertir a l'islam al segle vii. Del segle VII i VIII, gairebé només se saben els noms dels governadors del califat. Del 847 al 997, fou dominada pel yufírides (procedents de Shibam), al final dels quals va seguir un període d'anarquia, del 1047 al 1099 pels sulàyhides (profatimites, fins poc després de la mort del dai Saba ibn Ahmad el 1198), del 1099 al 1173 pels hamdànides del Iemen o Banu Hamdan de Yam (també ismaïlites), representats per tres famílies (Banu Hàtim, Banu l-Lulayb i una segona branca dels Banu Hàtim); del 1173 al 1230 pels aiubites (encara que en uns quants moments la van perdre contra els Banu Hamdan, i després els zaidites del Iemen), i del 1230 al 1381 pels rassúlides, però amb llargs períodes en mans dels zaydites. Des del 1381 fins al 1546 va estar en mans dels imams zaidites.
Del 1547, en què fou ocupada per Özdemir Pasha, fins al 1629, Sanà fou la capital de l'eyalat otomà del Iemen. Els otomans foren expulsats pels zaydites, que van controlar Sanà fins al segle xix, quan els otomans van fer una segona ocupació, del 1872 (Ahmad Mukhtar Pasha) el 1918. El 1918, quan el Iemen va recuperar la seva independència, Sanà va esdevenir la capital de l'imamat, fins que fou traslladada a Taizz el 1948, però va tornar a Sanà el 1962. L'imam Badr fou enderrocat en un cop d'estat republicà al cap de poc de pujar al tron i, encara que va resistir a les muntanyes, Sanà va passar als republicans. Tropes egípcies van estar al país fins al 1967. El 1990, amb la unificació dels dos Iemens, va passar a ser-ne la capital única.

## Geografia i clima

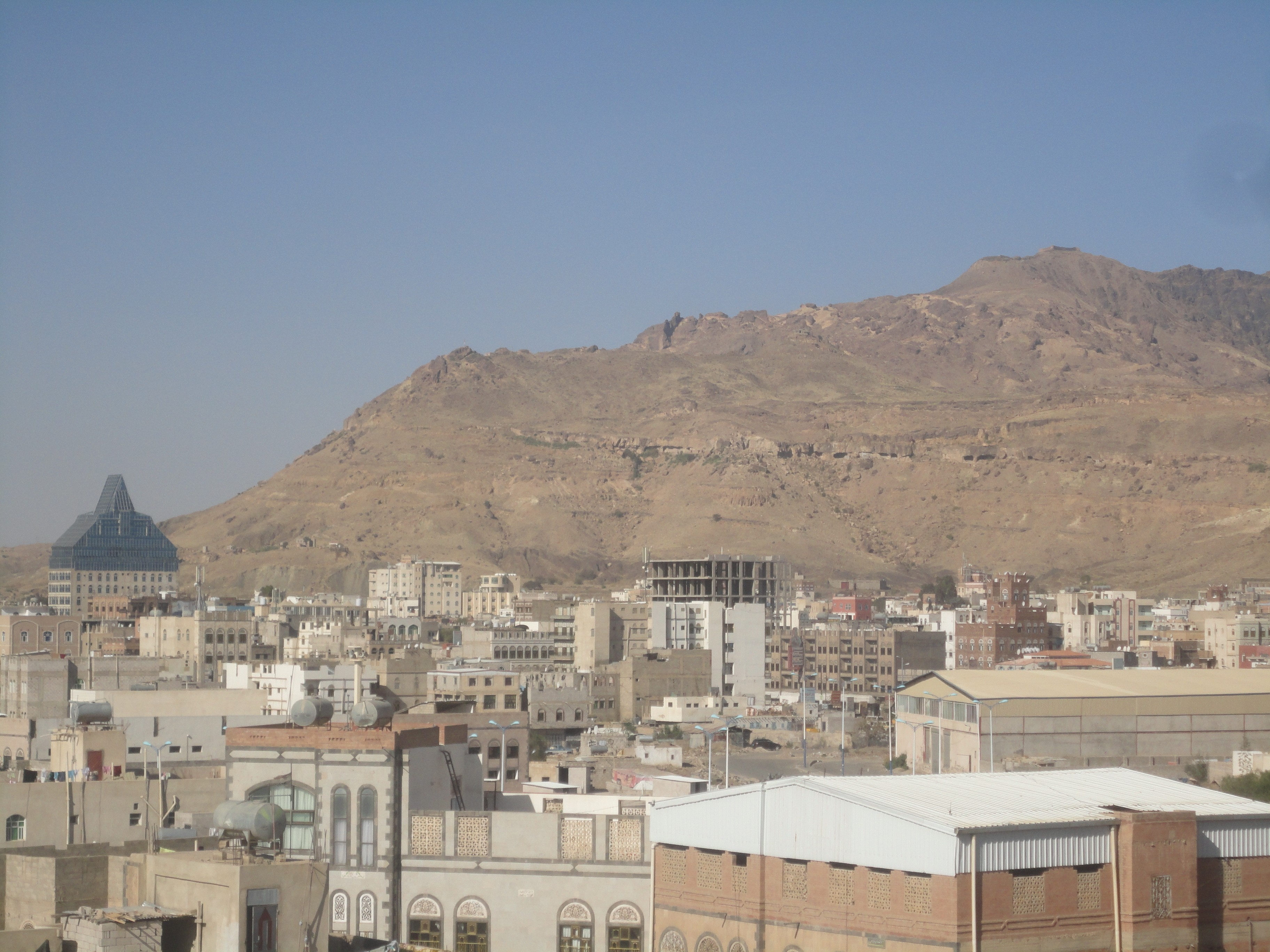
Jabal Nuqm (جَبَل نُقْم) o Jabal Nuqum (جَبَل نُقُم) del Sarawat iemenita a la zona de Sanà. La llegenda local diu que després de la mort de Noé, el seu fill Sem va construir la ciutat a la base d'aquesta muntanya.

### Entorn natural
Sanà es troba a una plana del mateix nom, el Haql Sanaa, que es troba a més de 2.200 m sobre el nivell del mar. La plana és d'aproximadament 50–60 km de llarg nord-sud i uns 25 km d'ample, d'est a oest, a la zona al nord de Sanà, i una mica més estreta més al sud. A l'est i a l'oest, la plana de Sanà està vorejada per penya-segats i muntanyes, amb uadis que baixen d'ells. La part nord de la zona s'inclina suaument cap amunt cap al districte d’Arhab, que històricament era conegut com al-Khashab. Gran part de la plana de Sanà és drenada pel Wadi al-Kharid, que flueix cap al nord, a través de l'angle nord-est de la plana, cap a al-Jawf, que és un ample uadi que drena la part oriental de les terres altes iemenites. La part sud de la plana es troba a cavall de la conca hidrogràfica entre l'al-Kharid i el Wadi Siham, que flueix al sud-oest cap a la Tihama iemenita.
La mateixa Sanaa es troba a la part més estreta de la plana, enclavada entre Jabal Nuqum a l'est i els contraforts de Jabal An-Nabi Shu'ayb, la muntanya més alta del Iemen, a l'oest. El cim de la muntanya és de 25 km a l'oest de Sanà. A causa d'aquesta posició, amb la ciutat enclavada entre muntanyes a l'est i a l'oest, la major part de l'expansió de Sanà en les últimes dècades ha estat al llarg d'un eix nord-sud.
Jabal Nuqum s'alça a uns 500 m per sobre de Sanà. Segons l'escriptor del segle X Al-Hamdani, la muntanya era el lloc d'una mina de ferro, encara que avui no n'hi ha cap rastre; també esmenta un tipus particular d’ònix que provenia de Nuqum. Muhammad ibn Zakariya al-Razi va descriure una presa situada a Nuqum; se'n desconeix la ubicació. Aquesta presa probablement va servir per desviar les aigües que baixaven de la cara oest de la muntanya i evitar que inundessin la ciutat de Sanà. Se sap que aquesta inundació va tenir lloc l'any 692 (73 AH), abans de la construcció de la presa, i es descriu que va destruir algunes de les cases de Sanà. Malgrat la seva proximitat a la ciutat, Jabal Nuqum no sembla haver estat fortificat fins al 1607 (1016 AH), quan es va construir un fort per servir de mirador per avisar dels possibles atacants. La fortalesa de la muntanya principal durant l'edat mitjana va ser Jabal Barash, més a l'est.
Parts de la plana de Sanà tenen signes d'activitat volcànica relativament recent (geològicament parlant), amb cons volcànics i camps de lava. Una d'aquestes zones es troba al nord, a la carretera cap al Qa al-Bawn, la següent plana al nord, situada al voltant d'Amran i Raydah. La ruta moderna entre les dues planes passa a l'oest de Jabal Din, un cim volcànic que marca el punt més alt entre les dues planes, tot i que a l'època medieval la ruta principal anava a l'est de la muntanya.

## Arquitectura
La Ciutat Vella de Sanà és coneguda per les seves cases torre, que normalment estan construïdes amb pedra i maó cuit i poden assolir fins a 8 pisos d'alçada. Les portes i finestres estan decorades amb obertures de guix. Tradicionalment allotjaven una sola família patrilineal ampliada, amb nous pisos que es van construir quan els fills es casaven i tenien fills propis. (De vegades també es construïen nous edificis en terrenys adjacents.) La planta baixa s'utilitzava normalment com a magatzem de gra i per allotjar animals. La majoria de les famílies ja no tenen animals ni cereals, de manera que molts propietaris instal·len botigues a la planta baixa. (Això sovint porta a conflictes amb els inspectors d'edificis, ja que fer-ho està prohibit per llei.) Mentrestant, la planta més alta, anomenada mafraj, s'utilitza com a segona sala de recepció i acull sessions de mastegar qat a la tarda.
Es continuen construint cases torre a Sanà, sovint utilitzant materials moderns; sovint es construeixen amb blocs de formigó amb xape decoratives de maó i pedra. Aquestes cases torre neotradicionals es troben als barris més nous així com a la ciutat vella.
Tanmateix, la majoria de les residències noves construïdes a Sanà utilitzen estils d'arquitectura més nous. Les més habituals són les viles noves, que són cases de poca altura amb patis tancats; són especialment freqüents a les parts del sud i l'oest de la ciutat. L'altre arquetip principal són cases més petites, "d'estil egipci", que solen ser construïdes amb formigó armat. Aquests es troben amb més freqüència a les parts del nord i l'est de Sanà.

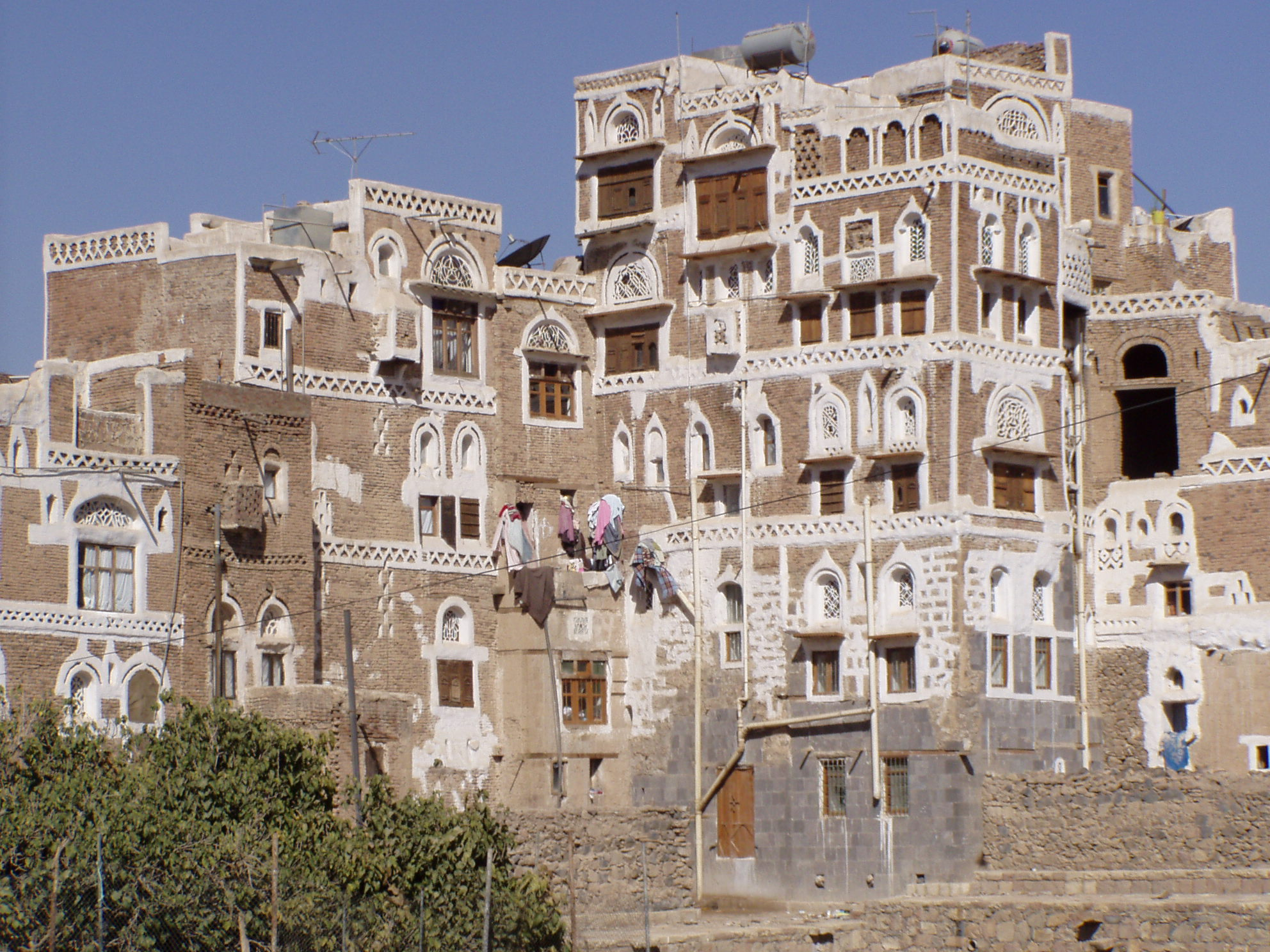
Diverses cases torre a Sanaa
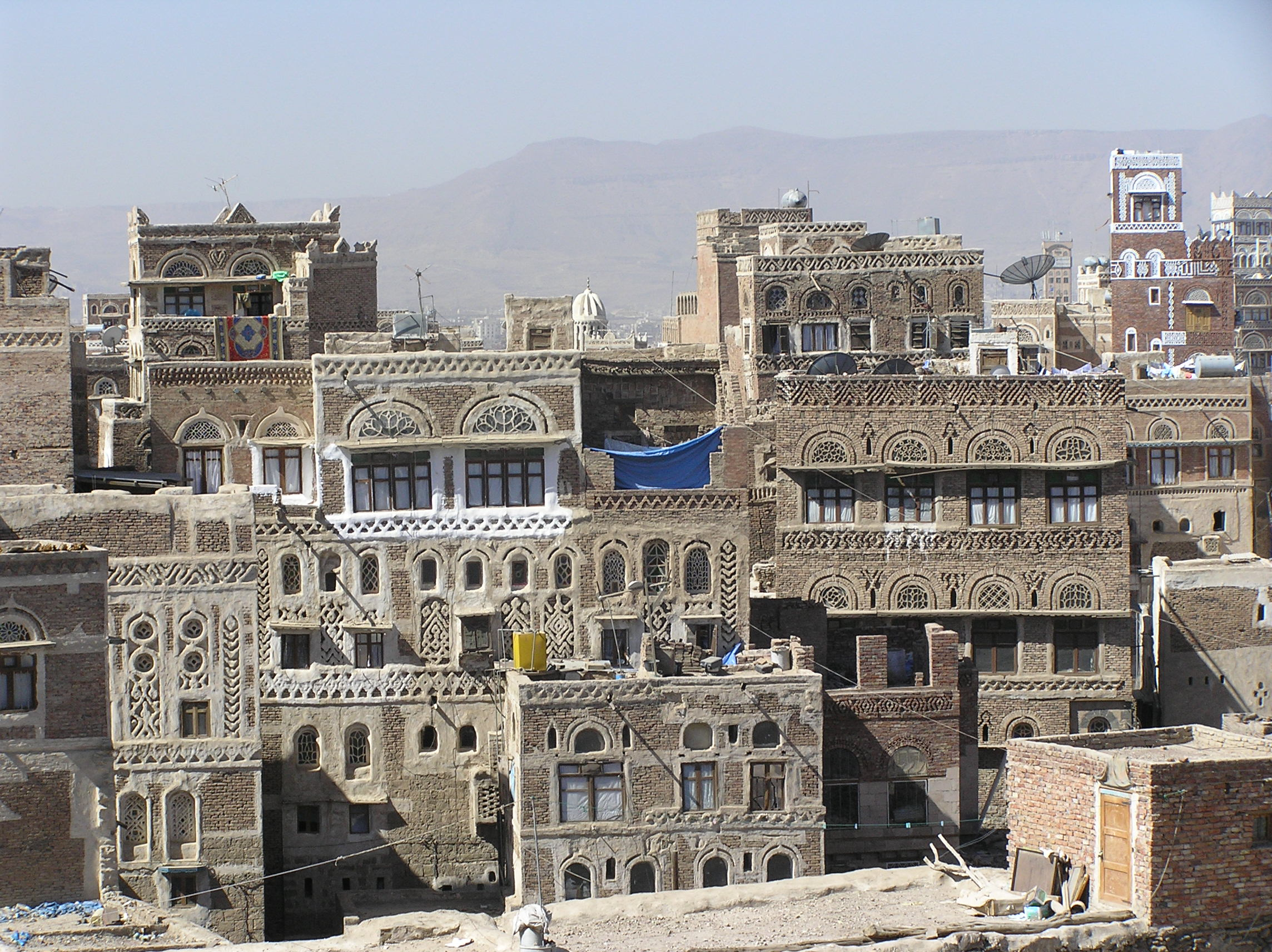
Cases torre
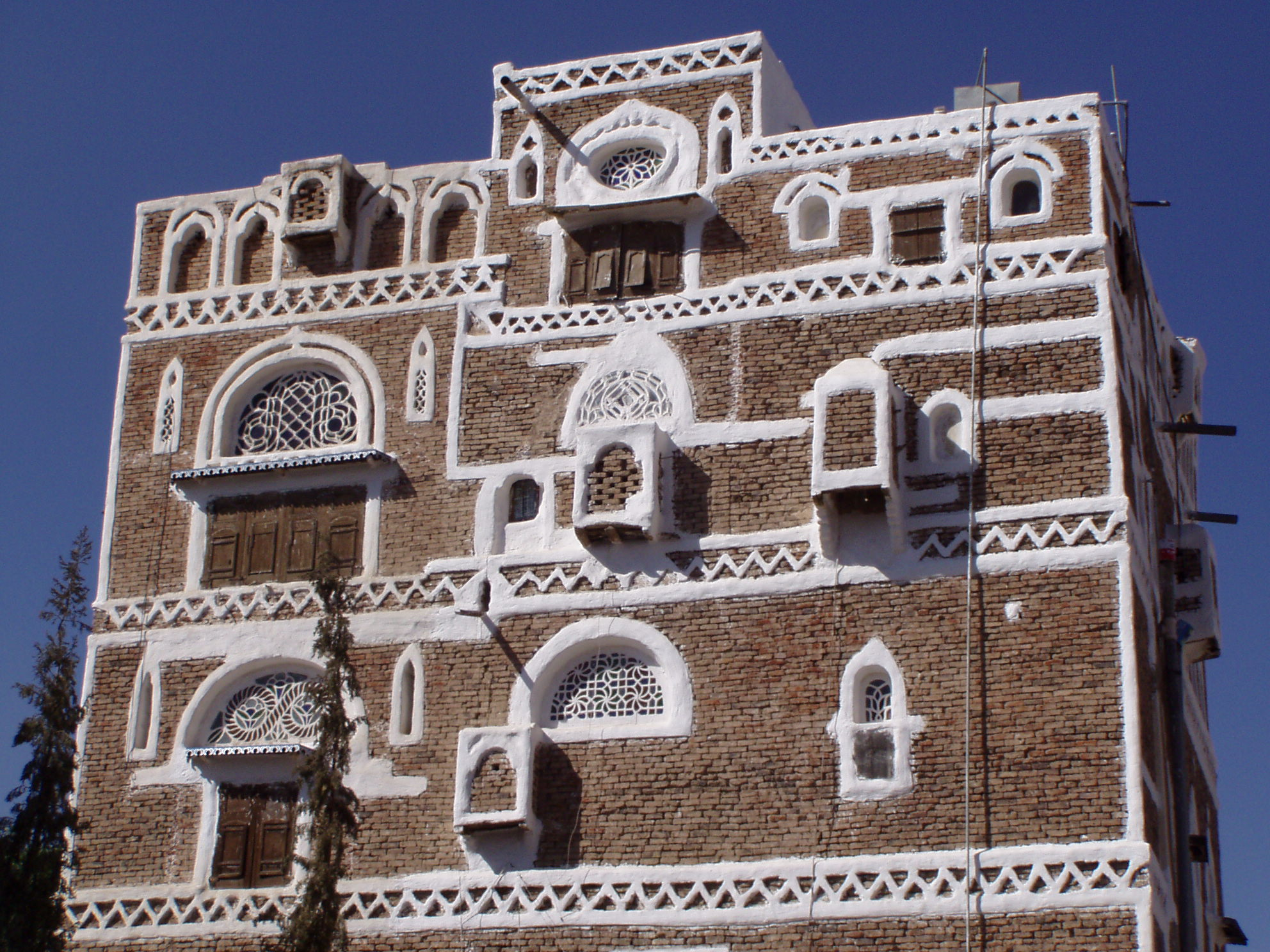
Vista més propera d'una sola casa torre, mostrant la decoració de guix
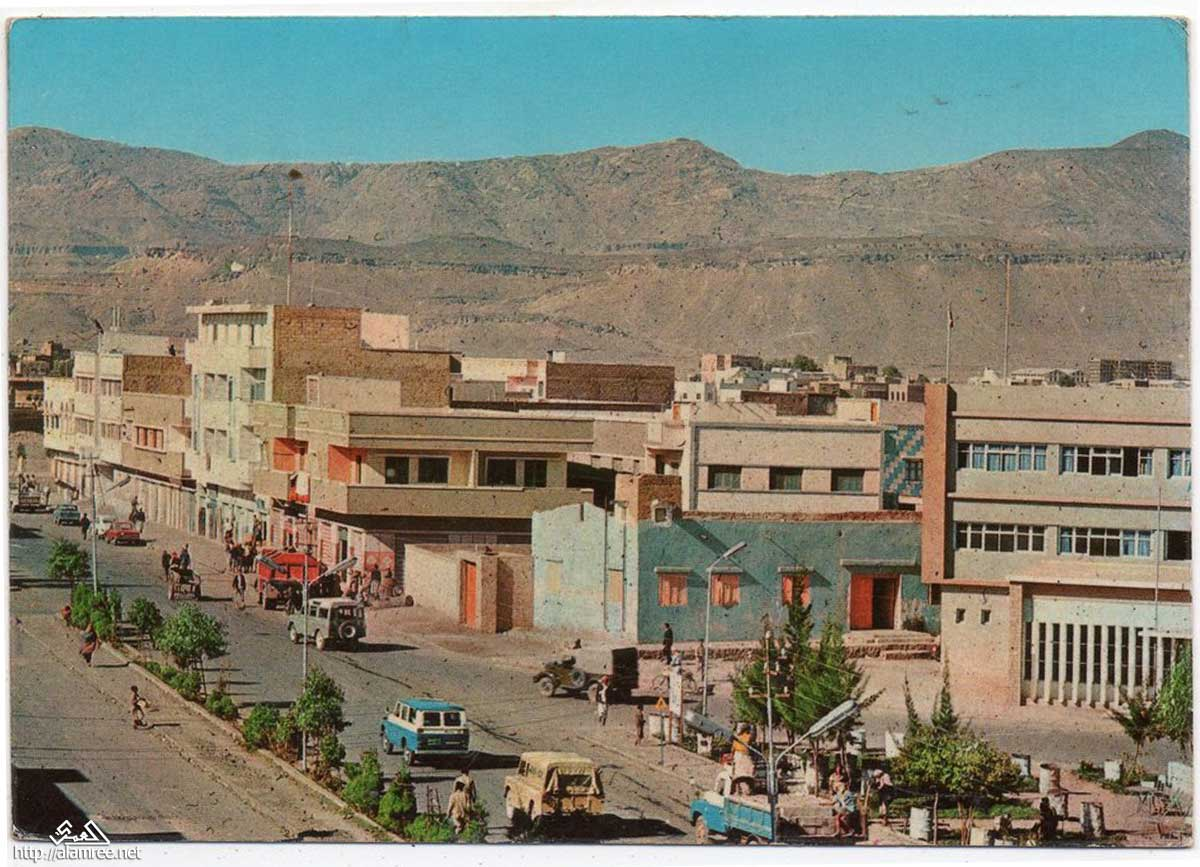
Escena de carrer de la dècada de 1960, que mostra una arquitectura més recent basada en formigó
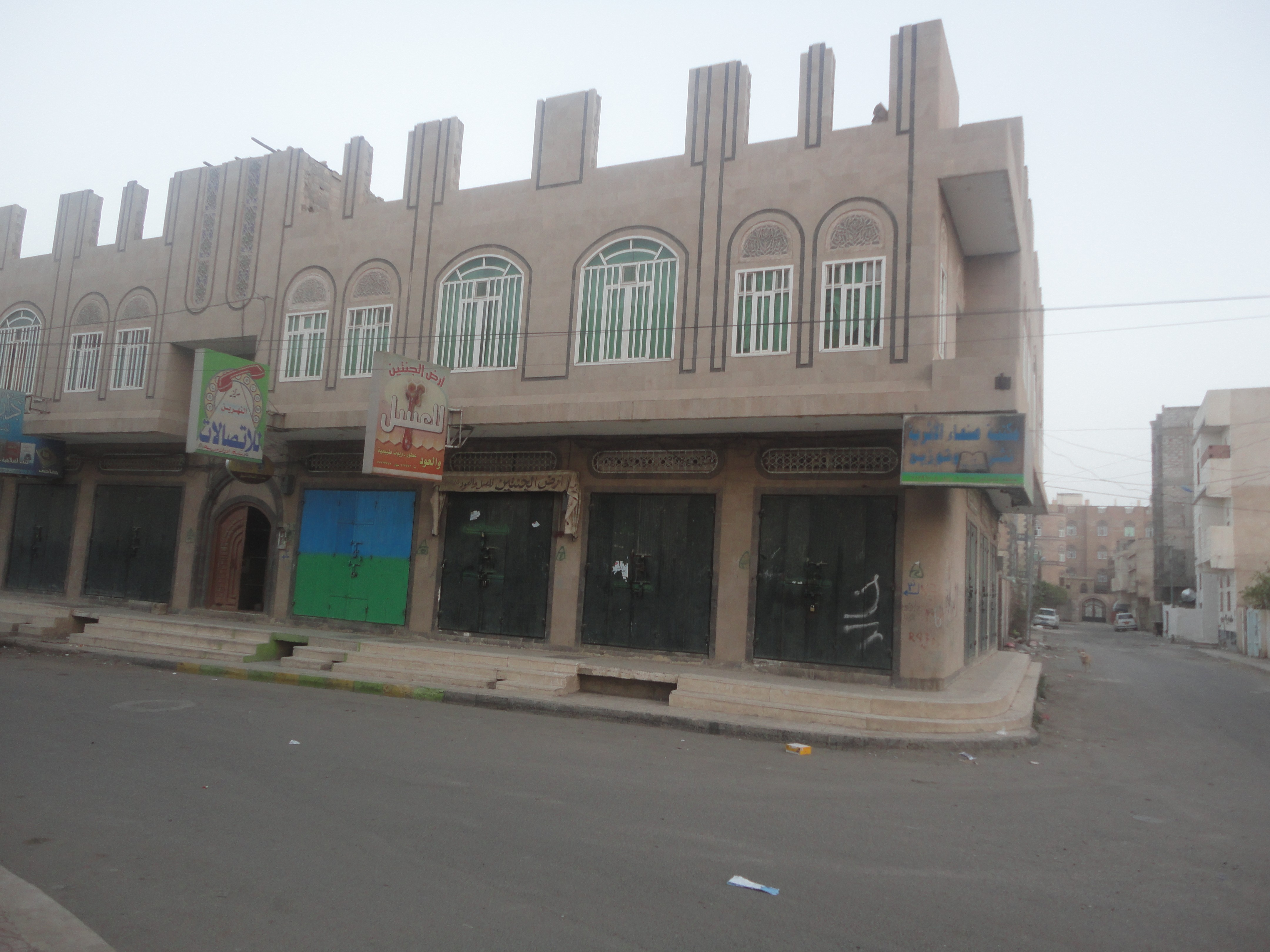
Biblioteca Arqueològica de Sanaa, que mostra una barreja d'estils: les finestres evoquen les de les antigues cases torre, mentre que els materials i l'estructura són essencialment moderns.
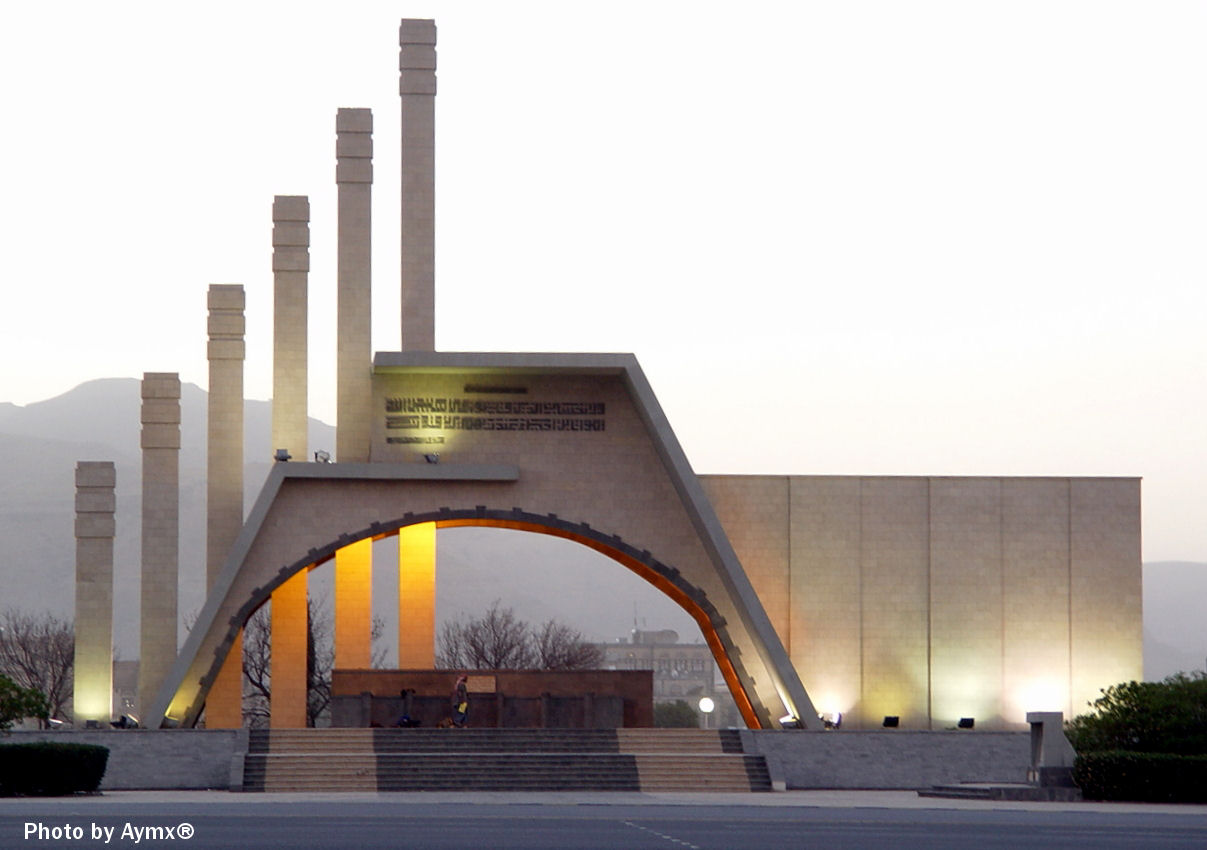
Monument contemporani a Sanaa, carrer as-Sab'in

### Paisatge urbà
Generalment, Sanà es divideix en dues parts: el barri de la ciutat vella (al-Qadeemah) i la ciutat nova (al-Jadid). La primera és molt més petita i conserva l'antic patrimoni i la forma de vida mercantil de la ciutat, mentre que aquest últim és una expansió urbana amb molts suburbis i edificis moderns. Les parts més noves de la ciutat es van desenvolupar en gran manera a la dècada del 1960 i posteriorment quan Sanà va ser escollida com a capital republicana.
En les últimes dècades, Sanà s'ha convertit en una ciutat multipolar, amb uns quants districtes i suburbis que serveixen de nuclis d'activitat comercial, industrial i social. En general, el seu desenvolupament no ha estat planificat per les autoritats centrals. Molts d'ells van ser instal·lats inicialment per nouvinguts de zones rurals. L'augment dels preus del sòl i dels lloguers comercials a la ciutat central també ha empès molts residents i establiments comercials cap a aquests nous nuclis. Els socs han estat especialment importants en el desenvolupament d'aquestes zones.

## Ciutats agermanades
La capital del Iemen està agermanada amb:
- Amman (Jordània), des del 2 de desembre del 1989.

## Bilbiografiа
- Carsten Niebuhr. «Of the City of Sana». A: R. Morison and Son. Travels through Arabia, 1792.
- R.L. Playfair. «Sanaa». A: History of Arabia Felix or Yemen, 1859.
- Encyclopædia Britannica (en anglès). 11a ed, 1911, p. 125–126.
- British Admiralty. «Yemen: Districts and Towns: San'a». A: British War Office. Handbook of Arabia, 1916.
- R. Strothmann. «Sana». A: E.J. Brill. Encyclopædia of Islam, 1936, p. 143+. ISBN 9789004097933.
- R.B. Serjeant and R. Lewcock, eds., San'a: An Arabian-Islamic City (London: World of Islam Festival Trust, 1983).
- R. Lewcock, The Old Walled City of San'a (Paris: UNESCO, 1986)
- «Modernization of an Islamic City: the Case of Sanaa». A: Middle East City: Ancient Traditions Confront a Modern World.  Nova York: Paragon, 1987.
- «San'a». A: Noelle Watson. International Dictionary of Historic Places: Middle East and Africa.  UK: Routledge, 1996, p. 629+. ISBN 1884964036.
- Michele Lamprakos «Rethinking Cultural Heritage: Lessons from Sana'a, Yemen». Traditional Dwellings and Settlements Review. International Association for the Study of Traditional Environments, 2, 2005, pàg. 17–37. Arxivat de l'original el 2019-08-15. JSTOR: 41747744 [Consulta: 4 desembre 2023].
- «Sanaa». A: C. Edmund Bosworth. Historic Cities of the Islamic World, 2007, p. 463+. ISBN 978-9004153882.
- «Inventory of the historic city of Sana'a: a tool for urban conservation».   UNESCO, 2008.
- «Sana'a». A: The City in the Islamic World.  Leiden: Salma K. Jayyusi, 2008, p. 615–624. ISBN 9789004162402.
- Franck Mermier. «Suqs of Sanaa: changing functions and symbolic centrality». A: American University in Cairo Press. The Bazaar in the Islamic City: Design, Culture, and History, 2012. ISBN 978-1-61797-346-8.